# Solenostoma borneense
Solenostoma borneense là một loài rêu tản trong họ Jungermanniaceae. Loài này được (Amak.) Váňa, Hentschel & J. Heinrichs miêu tả khoa học lần đầu tiên năm.